# All India Muslim Forum
All India Muslim Forum (AIMF) är ett muslimskt politiskt parti i Indien. Partiets ordförande heter Nihaluddin och generalsekreteraren M.K. Sherwani. Rörelsen är hårdföra motståndare till BJP:s hindunationalism.
Partiet är motståndare till USA:s ockupation av Irak.
Det arbetar för att 4 procent av parlamentsmandaten ska öronmärkas för muslimska kvinnor.
Partiet har samarbete med Communist Party of India (Marxist-Leninist) Liberation.
I valet till Lok Sabha 1999 hade AIMF lanserat tre kandidater, som tillsammans fick 10 010 röster.